# Chris Wilcox
Chris Ray Wilcox (* 3. September 1982 in Raleigh, North Carolina) ist ein ehemaliger US-amerikanischer Basketballspieler, der von 2002 bis 2013 in der NBA aktiv war. Er wurde bei einer Körpergröße von 2,08 Metern als Power Forward und Center eingesetzt.

## Karriere
Er begann seine Karriere bei den Maryland Terrapins, der College-Mannschaft der University of Maryland, College Park, und führte diese zum erstmaligen Gewinn der NCAA-Meisterschaft.
Im NBA Draft 2002 wurde er von den Los Angeles Clippers an achter Stelle ausgewählt. Dort spielte er bis zur Saison 2005/06.
Am 14. Februar 2006 wurde er im Austausch für Vladimir Radmanović zu den Seattle SuperSonics transferiert. Sein Vertrag wurde Ende 2006 für 19,5 Millionen Dollar um drei Jahre bis 2009 verlängert.
Am 19. Februar 2009 wurde er im Austausch für Malik Rose an die New York Knicks abgegeben.
Am 22. Juli 2009 unterschrieb er einen Vertrag über mehrere Jahre bei den Detroit Pistons.
Am 9. Dezember 2011 unterzeichnete Wilcox einen Kontrakt bei den Boston Celtics. Nachdem man bei ihm eine vergrößerte Aorta festgestellt hatte, musste er operiert werden. Um Platz im Kader zu schaffen, entließ man Wilcox im März 2012 aus seinem laufenden Vertrag, bot ihm allerdings nach überstandener Operation einen neuen Einjahresvertrag an. In seiner letzten Spielzeit in der NBA kam Wilcox in 61 Spielen (ohne Playoffs) zum Einsatz und erzielte dabei im Durchschnitt 4,2 Punkte und 3,0 Rebounds in 13,6 Minuten pro Partie.

## NBA-Statistiken
Reguläre Saison
| Saison  | Team          | GP  | GS  | MPG  | FG % | 3P % | FT % | RPG | APG | SPG | BPG | PPG  |
| ------- | ------------- | --- | --- | ---- | ---- | ---- | ---- | --- | --- | --- | --- | ---- |
| 2002–03 | L.A. Clippers | 46  | 3   | 10.4 | .521 | .000 | .500 | 2.3 | 0.5 | 0.2 | 0.3 | 3.7  |
| 2003–04 | L.A. Clippers | 65  | 17  | 20.6 | .521 | .000 | .700 | 4.7 | 0.8 | 0.4 | 0.3 | 8.6  |
| 2004–05 | L.A. Clippers | 54  | 25  | 18.6 | .514 | .000 | .611 | 4.2 | 0.7 | 0.5 | 0.4 | 7.9  |
| 2005–06 | L.A. Clippers | 48  | 1   | 13.7 | .536 | .000 | .644 | 3.6 | 0.4 | 0.3 | 0.4 | 4.5  |
| 2005–06 | Seattle       | 29  | 23  | 30.1 | .592 | .000 | .787 | 8.2 | 1.2 | 0.6 | 0.4 | 14.1 |
| 2006–07 | Seattle       | 82  | 81  | 31.5 | .529 | .000 | .684 | 7.7 | 1.0 | 0.9 | 0.5 | 13.5 |
| 2007–08 | Seattle       | 62  | 55  | 28.0 | .524 | .000 | .645 | 7.0 | 1.2 | 0.7 | 0.6 | 13.4 |
| 2008–09 | Oklahoma City | 37  | 6   | 19.4 | .485 | .000 | .598 | 5.3 | 0.9 | 0.5 | 0.3 | 8.4  |
| 2008–09 | New York      | 25  | 0   | 13.2 | .529 | .000 | .509 | 3.3 | 0.6 | 0.3 | 0.2 | 5.4  |
| 2009–10 | Detroit       | 34  | 10  | 13.0 | .525 | .000 | .500 | 3.4 | 0.4 | 0.4 | 0.4 | 4.5  |
| 2010–11 | Detroit       | 57  | 29  | 17.5 | .581 | .000 | .562 | 4.8 | 0.8 | 0.5 | 0.3 | 7.4  |
| 2011–12 | Boston        | 28  | 4   | 17.2 | .598 | .000 | .615 | 4.4 | 0.4 | 0.4 | 0.3 | 5.4  |
| 2012–13 | Boston        | 61  | 7   | 13.6 | .719 | .000 | .627 | 3.0 | 0.4 | 0.5 | 0.5 | 4.2  |
| Gesamt  |               | 628 | 261 | 19.9 | .541 | .000 | .643 | 4.9 | 0.7 | 0.5 | 0.4 | 8.2  |